# Kloster Charron
Das Kloster Charron (Notre-Dame de Charron; Gratia Sanctae Mariae) ist eine ehemalige Zisterzienserabtei im Département Charente-Maritime der Region Nouvelle-Aquitaine (Frankreich). Das Kloster lag in der Gemeinde Charron rund 17 Kilometer nördlich von La Rochelle, nahe am Meer.

## Geschichte
Das Kloster wurde 1191 als Tochter des Klosters La Grâce-Dieu in Aunis von Eleonore von Aquitanien gestiftet und gehörte damit der Filiation der Primarabtei Clairvaux an. Nachdem Geoffroi Ostorius, Herr von Marans, 1192 den drei Klöstern La Grâce-Dieu, Charron und St-Léonard-des-Chaumes die Sümpfe der Alouettes zur Trockenlegung und Nutzung überlassen hatte, legten diese zum Schutz dieses Gebietes gegen Überflutung eine Art Deich, den später (belegt seit 1273) so genannten Bot de l’Alouette, an. Das Kloster wurde 1562 von den Hugenotten belagert, aber 1614 wiederhergestellt. Während der Französischen Revolution fand das Kloster 1791 sein Ende.

## Bauten und Anlage
Zwei Flügel aus dem 17. Jahrhundert sind heute in einen landwirtschaftlichen Betrieb integriert. Die übrige Anlage ist bis auf wenige Mauerreste verschwunden.